# 二甲基汞
二甲基汞，化學式(CH3)2Hg，是一種含汞有機化合物。易揮發，易燃，劇毒。亦是已知最危險的有機汞化合物，对胎兒的神經系統、智商和記憶等有危害，數微升即可致死。
二甲基汞能滲過乳膠，溶解橡胶和生胶。美國達特茅斯學院的毒物化學教授卡伦·韦特豪恩（Karen Elizabeth Wetterhahn），因在1996年8月14日實驗中不慎將“兩滴”二甲基汞灑在戴手套的手上，二甲基汞滲過她戴著的乳膠手套後接觸皮膚，1997年6月8日不治身亡。

## 性質

### 物理性質
常溫常壓為無色液體。能與乙醇和乙醚互溶，不能與水互溶。

### 化學性質
二甲基汞與氯化汞反應，生成氯化甲基汞：
{\displaystyle {\rm {\ (CH_{3})_{2}Hg+HgCl_{2}\rightarrow 2CH_{3}HgCl}}}
它也容易被光解，产生甲烷、乙烷和汞。

## 製備
由甲基鋰與氯化汞在乙醚的環境下反應生成。
由钠汞齐和碘甲烷在二甲苯环境下反應，生成二甲基汞和碘化鈉。
{\displaystyle {\rm {\ Hg+2Na+2CH_{3}I\rightarrow (CH_{3})_{2}Hg+2NaI}}}
實驗室可由過量格氏試劑與氯化汞作用制得。

## 用途
- 製備三甲基镓[4]和氯化甲基汞

## 危險
- 遇明火、高溫或強氧化劑燃燒。
- 能透過聚氯乙烯和氯丁橡膠，接觸時必須穿戴特別手套，皮膚接觸數微升即可致死。
- 危害環境，對水生生物具長期危害。

## 外部連結
- （英文）ATSDR - ToxFAQs: Mercury（页面存档备份，存于）
- （英文）ATSDR - Public Health Statement: Mercury（页面存档备份，存于）
- （英文）ATSDR - ALERT! Patterns of Metallic Mercury Exposure, 6/26/97（页面存档备份，存于）
- （英文）ATSDR - MMG: Mercury（页面存档备份，存于）
- （英文）ATSDR - Toxicological Profile: Mercury（页面存档备份，存于）
- （英文）National Pollutant Inventory - Mercury and compounds Fact Sheet